# Gustave Martens
Pour les articles homonymes, voir Martens.
Gustave Louis Martens, né le 28 août 1875 à Gand et décédé le 20 avril 1932 à Courtrai fut un sénateur socialiste belge.
Martens fut secrétaire de syndicat et travailleur du lin. Il fut élu conseiller communal de Courtrai (1921-32), sénateur de l'arrondissement de Courtrai-Ypres (1921-29) et sénateur provincial de la province de Flandre-Occidentale (1929-32).

## Sources
- Bio sur ODIS